# Eugène Frey
Eugène Frey est un peintre belge né à Bruxelles en 1863 et mort en 1938.
Il s'est distingué essentiellement pour ses qualités de décorateur. Il élabore un procédé de décor lumineux qu'il expérimente avec succès à l'Opéra de Paris : sur une toile de fond se trouve projeté un tableau peint sur verre.
Ce procédé fut repris par d'autres maisons d'opéra tel que l'Opéra de Monte-Carlo où Eugène Frey collabora avec Alphonse Visconti de 1904 à 1924, et où ses créations furent encore utilisées pendant la saison 1937-1938. Un timbre édité par le Nouveau Musée National de Monaco pour les 150 ans de la naissance d'Eugène Frey représente le dispositif de projection utilisé dans La Damnation de Faust de Berlioz.
Eugène Frey fut aussi affichiste et illustrateur, comme en témoigne sa collaboration avec le compositeur Alphonse Mustel en 1900.
Il faut attendre les lendemains de la Première Guerre mondiale pour que l'artiste peigne sur toiles des paysages faisant écho à ses recherches luministes.

## Œuvres dans les collections publiques

### Monaco
- Le Nouveau Musée national de Monaco dispose de plusieurs centaines d'oeuvres d'Eugène Frey dans ses collections. Une exposition lui est consacrée en 2020 à la Villa Paloma "Variations. Les Décors lumineux d’Eugène Frey présentés par João Maria Gusmão" (07.02.2020 - 30.08.2020)[5].